# Dritan Abazović
Dritan Abazović  (Ulcinj, 25 de dezembro de 1985) é um político montenegrino. Foi primeiro-ministro de Montenegro de 28 de abril de 2022 até 31 de outubro de 2023. Um albanês étnico, ele lidera o partido United Reform Action (URA). Anteriormente, ele atuou como vice-primeiro-ministro no gabinete de Zdravko Krivokapić de 2020 a 2022.

## Biografia
Abazović nasceu 1985 em Ulcinj, República Socialista de Montenegro, então parte da Iugoslávia. Abazović é um albanês étnico. Tendo terminado o ensino fundamental e médio em Ulcinj, ele se formou na Faculdade de Ciências Políticas da Universidade de Sarajevo. Ele obteve um mestrado em relações internacionais pela Faculdade de Ciências Políticas da Universidade de Montenegro em 2008. Em 2019, concluiu seu doutorado na Faculdade de Ciências Políticas da Universidade de Sarajevo, tendo defendido sua tese de doutorado intitulada "Política Global - Aspectos Éticos da Globalização".
Ele trabalhou como professor do ensino médio em Ulcinj, ensinando sociologia da cultura, comunicação e história da religião.
De 2005 a 2007, foi assistente na Faculdade de Ciências Políticas da Universidade de Sarajevo. Em 2009, concluiu o curso para o Estudo da Paz na Universidade de Oslo. Na mesma universidade, ele completou um seminário para desenvolvimento profissional. Em 2011, residiu nos Estados Unidos enquanto participava do programa do Departamento de Estado em Washington, D.C. De 2010 a 2012, foi diretor executivo da emissora local Teuta, bem como da ONG Mogul, ambas sediadas em Ulcinj.
Em 2010, ele publicou seu primeiro livro intitulado Cosmopolitan Culture and Global Justice.

## Primeiro-ministro de Montenegro
Em 3 de março de 2022, o presidente Đukanović pediu a Abazović que formasse um novo governo após um voto de desconfiança no início de fevereiro contra Krivokapić. Em 28 de abril, o parlamento de Montenegro aprovou um novo governo composto por uma ampla coalizão de partidos pró-europeus e pró-sérvios, com Abazović como primeiro-ministro. Abazović disse aos parlamentares que o foco principal do novo governo serão as reformas exigidas pela UE para que Montenegro possa pedir para acelerar seu processo de adesão à luz da nova situação criada pela invasão russa da Ucrânia. Ele acrescentou que as prioridades do governo serão a luta contra a corrupção, investimentos e desenvolvimento mais sustentáveis, proteção do meio ambiente e melhores cuidados para crianças e jovens.

## Vida pessoal
Abazović é um albanês étnico e muçulmano. Ele é fluente nos idiomas servo-croata, albanês e inglês. Em 2017, ele assinou a Declaração sobre a Língua Comum dos Montenegrinos, Croatas, Sérvios e Bósnios.